# Neemuch
Neemuch est une ville indienne située dans le district de Neemuch dans l'État du Madhya Pradesh. En 2011, sa population était de 128 095 habitants.

## Traduction
- (en) Cet article est partiellement ou en totalité issu de l’article de Wikipédia en anglais intitulé « Neemuch » (voir la liste des auteurs).